# Pipestone County
Pipestone County is een county in de Amerikaanse staat Minnesota.
De county heeft een landoppervlakte van 1.207 km² en telt 9.895 inwoners (volkstelling 2000). De hoofdplaats is Pipestone.

## Bevolkingsontwikkeling

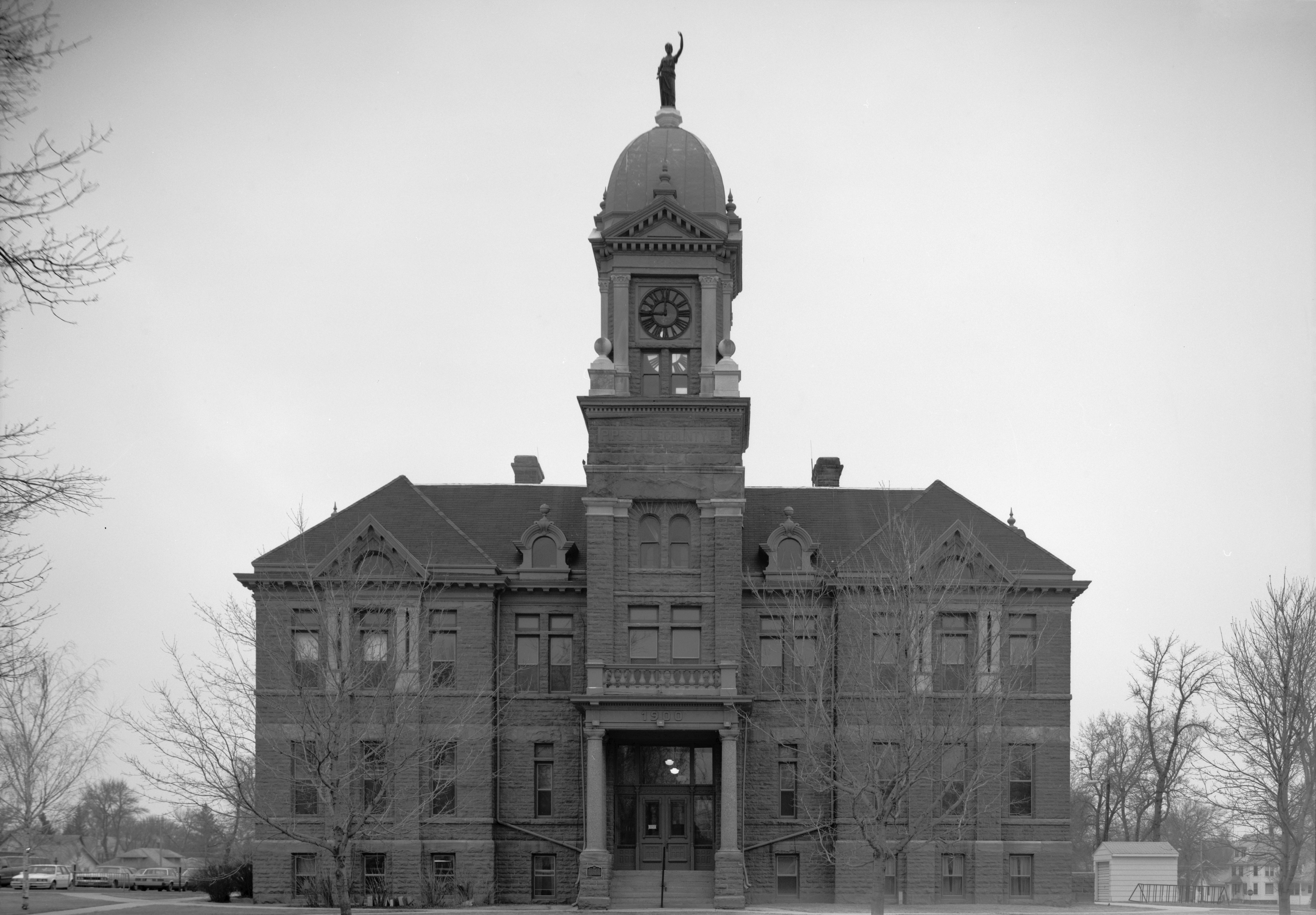
Pipestone County Courthouse